# Prim (interval)
 For alternative betydninger, se Prim. (Se også artikler, som begynder med Prim)
Primo (ordet stammer formentlig fra det italienske primo = første (interval) eller fra det latinske ord primus, som betyder første) betegner inden for musikken nul-intervallet. Det er afstanden fra en tone til den samme tone målt i toneintervaller. Da intervallet altid har samme længde, kaldes det et rent interval.
Sagt på en anden måde: Prim er to ens toner.
Prim hedder netop prim (første), fordi ordet også betegner første trin i en diatonisk skala. Fx:
c – d – e – f – g – a – h – c
Prim – Sekund – Terts – Kvart – Kvint – Sekst – Septim – Oktav